# Copa Constitució 1999-2000
La Copa Constitució 1999-2000 è stata la 8ª edizione della Coppa di Andorra di calcio, disputata tra il 14 novembre 1999 e il 4 giugno 2000 e conclusa con la vittoria del Constelació Esportiva, al suo primo titolo.

## Prima fase
Le 16 squadre partecipanti vennero suddivise in 4 gironi da 4 con le prime due classificate qualificate alla seconda fase ad eliminazione diretta. Nel girone A fu qualificato il CE Principat nonostante sia arrivato quarto.

### Girone A
|  | Pos. | Squadra                  | Pt | G | V | N | P | GF | GS | DR |
|  | ---- | ------------------------ | -- | - | - | - | - | -- | -- | -- |
|  | 1.   | FC Lusitanos             | 7  | 3 | 2 | 1 | 0 | 9  | 2  | +7 |
|  | 2.   | Sporting Club d'Escaldes | 5  | 3 | 1 | 2 | 0 | 3  | 2  | +1 |
|  | 3.   | Santa Coloma B           | 3  | 3 | 1 | 0 | 2 | 2  | 4  | -2 |
|  | 4.   | CE Principat             | 1  | 3 | 0 | 1 | 2 | 5  | 11 | -6 |

### Girone B
|  | Pos. | Squadra               | Pt | G | V | N | P | GF | GS | DR |
|  | ---- | --------------------- | -- | - | - | - | - | -- | -- | -- |
|  | 1.   | Inter Club d'Escaldes | 6  | 2 | 2 | 0 | 0 | 10 | 1  | +9 |
|  | 2.   | Sant Julia "B"        | 6  | 3 | 2 | 0 | 1 | 5  | 7  | -2 |
|  | 3.   | Frankfurt Cerni       | 3  | 3 | 1 | 0 | 2 | 5  | 8  | -3 |
|  | 4.   | CE Principat          | 0  | 2 | 0 | 0 | 2 | 0  | 4  | -4 |

### Girone C
|  | Pos. | Squadra                 | Pt | G | V | N | P | GF | GS | DR  |
|  | ---- | ----------------------- | -- | - | - | - | - | -- | -- | --- |
|  | 1.   | FC Santa Coloma         | 9  | 3 | 3 | 0 | 0 | 21 | 2  | +19 |
|  | 2.   | UE Sant Julià           | 6  | 3 | 2 | 0 | 1 | 10 | 3  | +7  |
|  | 3.   | FC Rànger's             | 3  | 3 | 1 | 0 | 2 | 2  | 7  | -5  |
|  | 4.   | Sporting d'Escaldes "B" | 0  | 3 | 0 | 0 | 3 | 1  | 22 | -21 |

### Girone D
|  | Pos. | Squadra                 | Pt | G | V | N | P | GF | GS | DR  |
|  | ---- | ----------------------- | -- | - | - | - | - | -- | -- | --- |
|  | 1.   | Constelació Esportiva   | 9  | 3 | 3 | 0 | 0 | 35 | 1  | +34 |
|  | 2.   | FC Encamp               | 6  | 3 | 2 | 0 | 1 | 9  | 6  | +3  |
|  | 3.   | Formo S.A.Bingo Cristal | 3  | 3 | 1 | 0 | 2 | 6  | 8  | -2  |
|  | 4.   | CE Principat "B"        | 0  | 3 | 0 | 0 | 3 | 0  | 35 | -35 |

Legenda:

      Qualificate ai quarti di finale
Note:

Tre punti a vittoria, uno a pareggio, zero a sconfitta.

## Quarti di finale
Gli incontri di andata si disputarono tra il 9 e il 12 mentre quelli di ritorno il 19 marzo 2000.
| Squadra 1             | Totale | Squadra 2             | Andata | Ritorno |
| --------------------- | ------ | --------------------- | ------ | ------- |
| FC Lusitanos          | 2 - 4  | UE Sant Julià         | 0 - 1  | 2 - 3   |
| Principat             | 1 - 11 | FC Santa Coloma       | 0 - 8  | 1 - 3   |
| FC Encamp             | 3 - 3  | Inter Club d'Escaldes | 0 - 0  | 3 - 3   |
| Constelació Esportiva | 23 - 0 | Sant Julia "B"        | 12 - 0 | 11 - 0  |

## Semifinale
Gli incontri di andata si disputarono il 26 marzo mentre quelli di ritorno il 20 aprile 2000.
| Squadra 1             | Totale | Squadra 2       | Andata | Ritorno |
| --------------------- | ------ | --------------- | ------ | ------- |
| Constelació Esportiva | 2 - 1  | FC Santa Coloma | 1 - 1  | 1 - 0   |
| FC Encamp             | 6 - 3  | UE Sant Julià   | 4 - 3  | 2 - 0   |

## Finale
La finale si giocò il 4 giugno 2000.
| Andorra La Vella 4 giugno 2000 | Constelació Esportiva | 6 – 0 | FC Encamp | Estadi Comunal d'Aixovall (1.000 spett.) |
| \| \| \| \| \| Jordi Barra 8’ David Bardina 13’ Felix Alvarez 45’ Toni Sivera 68’ Aladino Junquera 86’ Francesc Sanchez 89’ \| Marcatori \| \| |                       |       |           |                                          |
| |                       |       |           |                                          |
| Jordi Barra 8’ David Bardina 13’ Felix Alvarez 45’ Toni Sivera 68’ Aladino Junquera 86’ Francesc Sanchez 89’                                   | Marcatori             |       |           |                                          |